# Veres család (kiskéri)
Kiskéri Veres család (Veöreös) Bars-, Borsod-, Komárom vármegyei és Verebélyi széki család.
Az 1503-ban és 1504-ben szerepelt nagyemőkei Weres Miklós családhoz való tartozása egyelőre nem igazolható.
Veres András, felesége Katalin, testvére: János és lányai: Orsolya, Ilona, Katalin 1609-ben kaptak címeres nemeslevelet, melyet Veres András tatai alkapitány 1651-ben hirdettetett ki Komárom vármegyében.
1612 előtt Veres Jakab Néveren élhetett. 1664-ben Nagykéren Veres Máté és Verös Pál legény, Lehotkagyarmaton Verös András és fia István legény, illetve Márton szerepelt a török defterben.
Az 1699-es adományokat megelőzően Vörös Farkas volt érdekelt Nagykéren. 1711-ben Kiskéren Vörös Farkas és Mihály voltak birtokosok. A 18. század elején Vörös Istvánnak voltak érdekeltségei Tardoskedden és Naszvadon. Szigetgyarmaton élő Csuthy Jánosné Veres Erzsébet férje halála után 1730-ban Zsitvagyarmatra ment feleségül Huszár Jánoshoz. 1734-ben és 1739-ben Vörös István pereskedett. 1752-ben Csáky Miklós esztergomi érsek beiktatására küldött verebély széki lovasságban Veres Ferenc kapitány, Veres István káplár, Vöröss Pál közvitéz volt. A 18. században Zsitvagyarmaton volt birtokos Veres Mihály. 1776-ban a csöpönyi Nagy család perelte a Veress és Bogyó családtagokat. 1780-ban és 1781-ben Szörényi József pereskedett id. Veress Ferenccel. 1797-ben Kiskéren Veres Ferenc özvegyét, Tardoskedden id. és ifj. Vörös Pált írták össze.
A család idővel elszármazott Bars, Borsod vármegyékbe is. Borsod vármegyében Veres László, Mihály és István fordultak elő az 1754-1755. évi országos nemesi összeírásban.
1890-1895 között a zsitvagyarmati Veress Lipót az Egyesült Államokban dolgozott.
Címerük kékben, hármas zöld halmon álló, vörös attilás, kék nadrágos, sárga csizmás, vörös kucsmás magyar vitéz oldalán karddal, mindkét kezében nyílvesszőt tartva. Sisakdísz: kinövő arany oroszlán jobb előlábával kardot, baljában levágott török főt tartva. Takarók: kékarany-vörösarany.

## Neves személyek

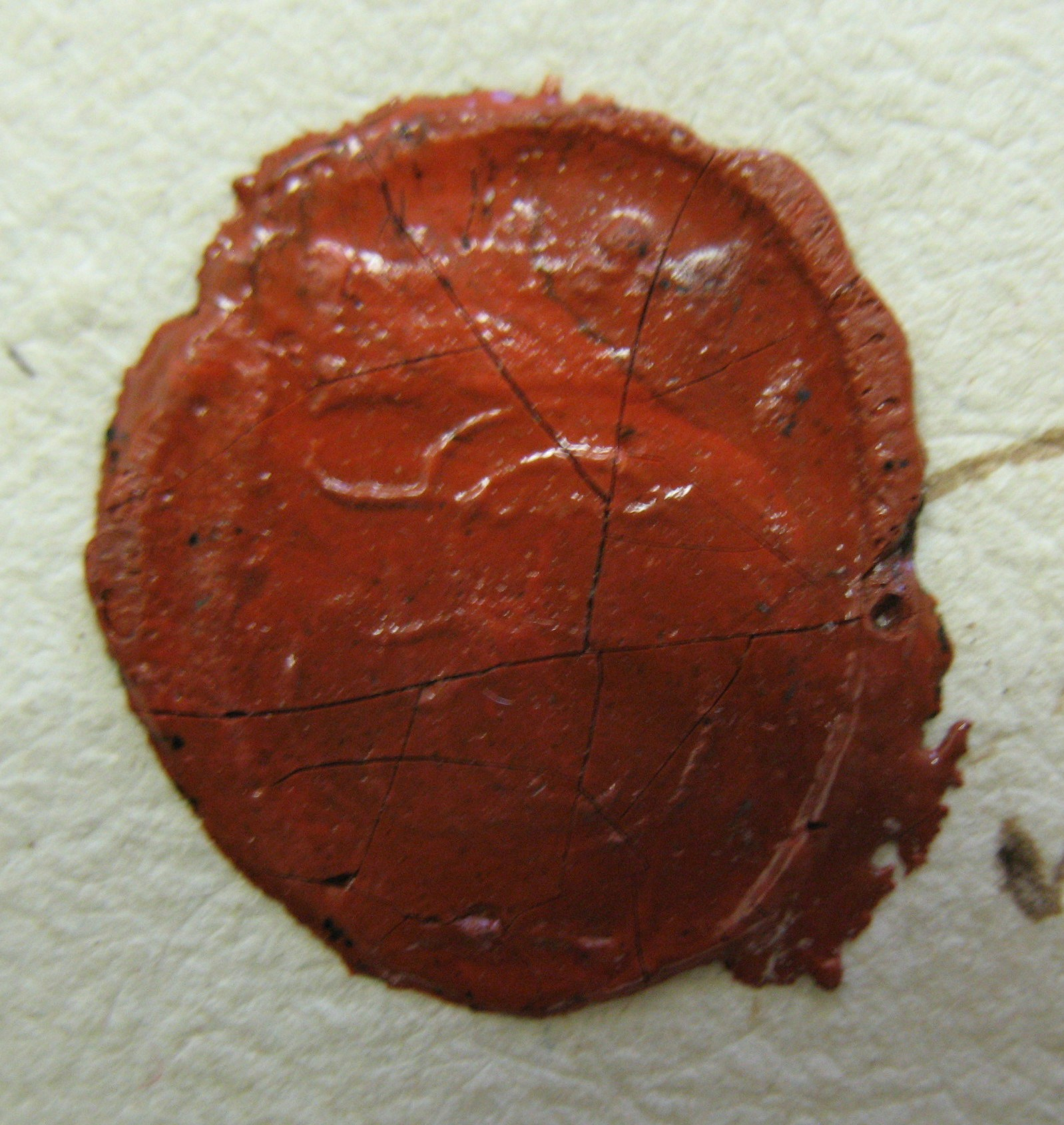
Veress Ferenc pecsétje 1734-ből
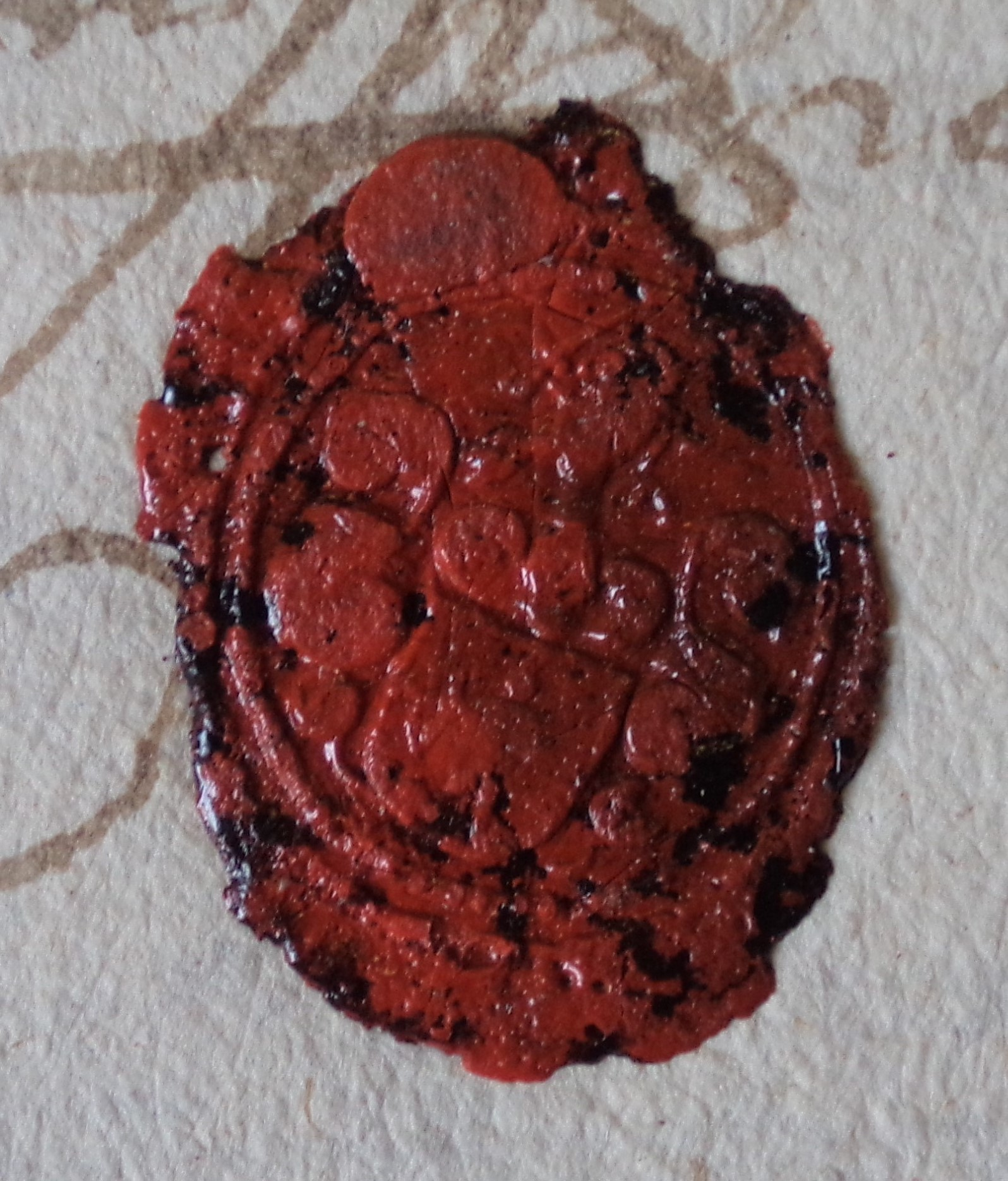
Veres Ferenc verebély széki szolgabíró pecsétje 1740-ből
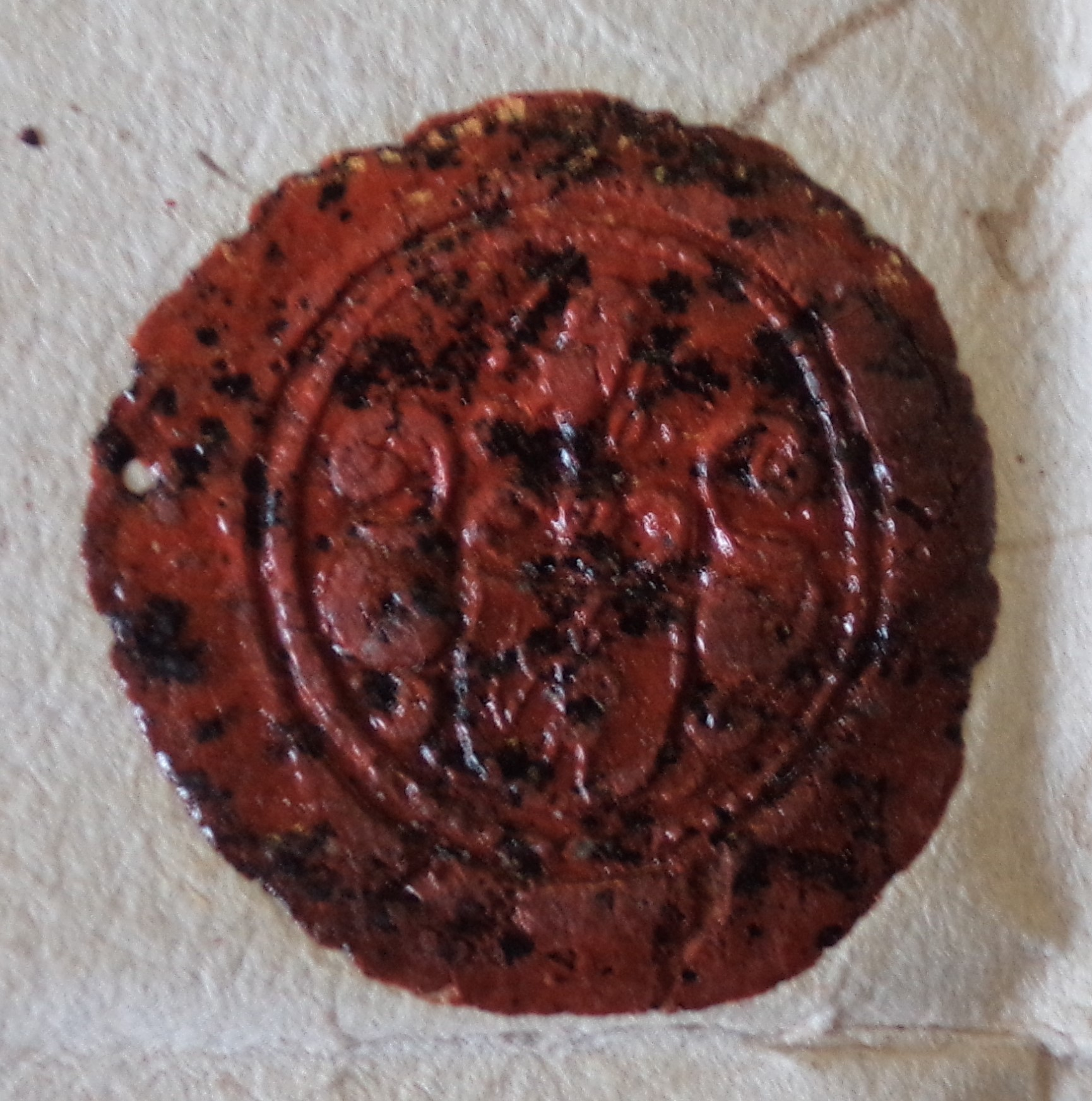
Veres Ferenc verebély széki szolgabíró pecsétje 1740-ből
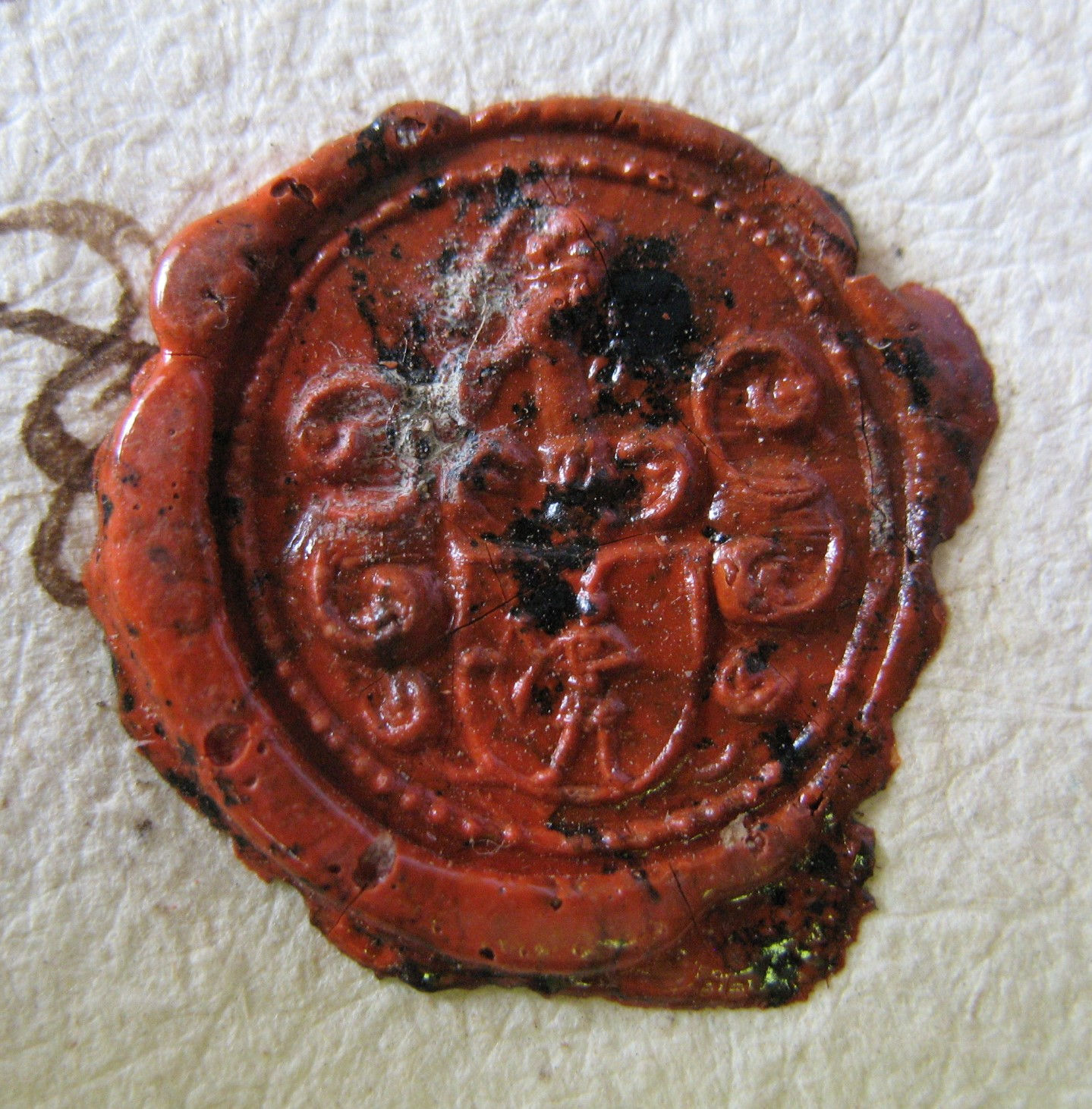
Veres Ferenc verebély széki szolgabíró pecsétje 1741-ből

- Vörös Mihály verebély széki esküdt 1713-ban[16] és 1719-ben[17]
- Veres Ferenc verebély széki szolgabíró 1740-ben,[18] 1741-ben és 1752-ben
- Vörös Sándor (1847-1918) a magyaróvári gazdasági akadémia igazgatója, királyi tanácsos
- Veres Pál a kassai gazdasági intézet tanára